# NGC 530
NGC 530 este o galaxie lenticulară situată în constelația Balena. A fost descoperită în 20 noiembrie 1886 de către Lewis Swift. De asemenea, a fost observată încă o dată în 16 noiembrie 1887 de către Guillaume Bigourdan și altcândva de Herbert Howe.